# Saue-Mustla
Mustla – wieś w Estonii, w prowincji Sarema, w gminie Pihtla.